# Sceau du Missouri

Sceau du Missouri

Le Sceau de l'État du Missouri a été adopté le 11 janvier 1822. Le Juge Robert William Wells, qui était aussi un sénateur, a conçu le sceau.

## Description
Le centre du sceau contient le Grand sceau des États-Unis d'Amérique sur le côté droit, et, sur la gauche, les symboles représentant l'État du Missouri. Le grizzli représente la force et la bravoure, un croissant de lune représente la nouveauté de l'État et le potentiel de croissance. Autour de ces symboles on peut lire la devise « L'union fait la force, divisés nous tombons ». Deux puissants grizzlis soutiennent ce bouclier. 
Un parchemin porte la devise de l'État, « Salus Populi Suprema Lex Esto », une expression latine signifiant « Que le bien-être du peuple soit la loi suprême ». L'année 1820 est inscrite en chiffres romains en dessous du rouleau, même si le Missouri n'était à l'époque pas encore officiellement un État, le devenant seulement en 1821. Une étoile représentant chacun des autres États de l'Union (le Missouri est devenu le 24e) orne la partie supérieure du joint. Le nuage qui couvrent les étoiles symbolise les troubles sur le chemin de la création de l'État. La bordure extérieure du sceau porte la mention « Le Grand Sceau de l'État du Missouri ».